# Omphaletis extincta
Omphaletis extincta är en fjärilsart som beskrevs av W. Warren 1914. Omphaletis extincta ingår i släktet Omphaletis och familjen nattflyn. Inga underarter finns listade i Catalogue of Life.